# Panicum laetum
A Panicum laetum az egyszikűek (Liliopsida) osztályának perjevirágúak (Poales) rendjébe, ezen belül a perjefélék (Poaceae) családjába tartozó faj.

## Előfordulása
A Panicum laetum előfordulási területe a trópusi Afrika. A következő országokban található meg: Zöld-foki Köztársaság, Mauritánia, Szenegáltól Szudánig és Eritreáig, valamint Tanzánia, Angola és Madagaszkár.

## Megjelenése
Legfeljebb 75 centiméter magas, csomókban növő évelő növényfaj.

## Életmódja
Az olyan területeket választja otthonául, ahol rendszeresen van esős évszak; a szárazságot nemigen tűri. A fekete agyagos talajokat, a folyó- és tópartokat kedveli. Ott ahol megtalálható, általában egymaga alkotja a legelőket. Tanzániában 1000-1300 tengerszint feletti magasságban is fellelhető. A megporzását a szél végzi.

## Felhasználása
Az elterjedési területén igen fontos tápláléknövény, úgy a vad- és háziállatok számára, mint az ember számára is. A helybéliek néha olyan sok magot gyűjtenek be, hogy azt a piacokon el tudják adni; így ez a fű jövedelmező számukra. A magokat főzelék vagy sütemény készítéséhez használják fel. Az elromlott legelők és más területek helyreállításához is alkalmas.